# هيرنان بين
هيرنان بين (بالإنجليزية: Hernan Behn)‏ هو رجل أعمال أمريكي، ولد في 19 فبراير 1880 في سانت توماس في الولايات المتحدة، وتوفي في 7 أكتوبر 1933 في سان جان دو لوز في فرنسا.

## وصلات خارجية
- هيرنان بين على موقع الموسوعة البريطانية (الإنجليزية)